# Cartucho de fogo circular

Visão esquemática de um cartucho de fogo circular e sua ignição

Um cartucho de fogo circular (ou cartucho de fogo anular), é um modelo específico de cartucho metálico. É chamado de fogo circular, porque o percussor atinge e esmaga a borda da base do cartucho para inflamar a espoleta. Inventado em 1845 por Louis-Nicolas Flobert, o primeiro cartucho metálico de fogo circular, foi o .22 BB Cap (apelidado de: 6mm Flobert), que consistia de um estojo de percussão com um projétil na ponta.
As duas únicas tecnologias de ignição da espoleta que "sobreviveram" até hoje, são: a de fogo circular e a de fogo central. O cartucho de fogo circular .22 Long Rifle, lançado em 1887, é de longe, a munição mais popular do mundo em termos de unidades vendidas.